# Кемский переулок (Санкт-Петербург)
Ке́мский переулок — переулок в историческом районе Острова Петроградского административного района Санкт-Петербурга. Проходит от набережной Мартынова до Морского проспекта на Крестовском острове.

## История
Переулок получил название 23 июня 2011 года по Кемской улице.

## Пересечения
С севера на юг Кемский переулок пересекают следующие улицы:
- набережная Мартынова — Кемский переулок примыкает к ней;
- Кемская улица — примыкание;
- Морской проспект — Кемский переулок примыкает к нему.

## Транспорт
Ближайшая к Кемскому переулку станция метро — «Крестовский остров» 5-й (Фрунзенско-Приморской) линии (кратчайшее расстояние по прямой — около 150 м).
Движение наземного общественного транспорта по переулку отсутствует.
Ближайшая к Кемскому переулку железнодорожная платформа — Старая Деревня (около 1,8 км по прямой от начала переулка).